# Kočari
Kočari (armenski: Քոչարի, azerbejdžanski: Köçəri, grčki: Κότσαρι Kotsari, kurdski: Koçerî) - narodni ples, kojeg plešu: Armenci, Pontski Grci, Ajsori, Azeri, Kurdi.
Kočari je tip plesa, a ne konkretno jedan ples. Svaka regija na armenskoj visoravni imala svoju vrstu kočarija, sa svojim jedinstvenim napjevom i glazbom. Najstarije vrste kočarija dolaze iz Armenije i Zapadne Armenije.
Haleh ili yalli je ples, koji je zajednički Azerima, Ajsorima te Kurdima. Ima različite elemente kočarija.
Govand je također dio ove skupine plesova.